# Скалатський повіт (Західноукраїнська Народна Республіка)
Скалатський повіт ЗУНР — історична адміністративна одиниця на українських землях, що входила до складу Західно-Української Народної республіки, Польщі та УРСР. Територія сучасного Підволочиського району і частини Гусятинського району Тернопільської області.
Адміністративний центр — місто Скалат, населення якого становило 7200 мешканців.

## Географія
Територія становила 917 км², населення — 85 326 осіб (1931).
Скалатський повіт на сході по річці Збруч межував із Російською імперією (пізніше — з Радянським Союзом), на півночі зі Збаразьким, на північному заході з Тернопільським, на південному заході з Теребовлянським, на півдні з Копичинецьким повітами.

## У складі ЗУНР
У листопаді 1918 року увійшов до складу новопроголошеної української держави — ЗУНР. Повітовим комісаром і делегатом до УНРади був обраний адвокат д-р Михайло Новаківський (УРП).
Повіт входив до Тернопільської військової області ЗУНР.

## Під польською окупацією
Включений до складу Тернопільського воєводства з утворенням воєводства 23 грудня 1920 року на окупованих землях ЗУНР. Місцеве населення, в т. ч. і римо-католицького обряду, розмовляло тільки українською мовою і віддавало дітей до українських шкіл.

### Зміни адміністративного поділу
1 січня 1926 р. із сільської гміни (самоврядної громади) Криве Скалатського повіту вилучена територія розпарцельованого (розділеного) фільварку «Малинівка біля Кривого» і з неї утворено самостійну гміну Малинівка, із сільської гміни (самоврядної громади) Богданівка вилучений присілок Футор, збудований на частині території розпарцельованого фільварку «Богданівка» і з неї утворено самостійну гміну Футор.
Розпорядженням Ради міністрів вилучено 1 квітня 1929 р. сільську гміну (самоврядну громаду) Сорока зі Скалатського повіту і приєднано до Копичинецького повіту.
15 червня 1934 р. село Сороцьке передане зі Скалатського повіту до Теребовлянського.
У відповідності до розпорядження міністра внутрішніх справ Польщі від 26 липня 1934 року «Про поділ повіту Скалатського у воєводстві Тернопільському на сільські ґміни», 1 серпня 1934 року у Скалатському повіті були утворені об'єднані сільські ґміни (відповідають волостям).

#### Міста (Міські ґміни)
1. містечко Скалат — місто з 1934 р.
2. містечко Гжималув (Гримайлів) — місто з 1934 р.
3. містечко Підволочиськ — місто з 1934 р.

#### Сільські ґміни
Кількість:
1920—1926 рр. — 59
1926—1929 рр. — 61
1929—1934 рр. — 60
1934 р. — 59
1934—1939 рр. — 10
| Об'єднані сільські ґміни 1934 року  | Об'єднані сільські ґміни 1934 року  | Старі сільські ґміни                                                                        | Кількість |
| ----------------------------------- | ----------------------------------- | ------------------------------------------------------------------------------------------- | --------- |
| 1                                   | Ґміна Богданувка                    | Богданівка, Кам'янки, Мовчанівка, Футор (з 01.01.1926)                                      | 4         |
| 2                                   | Ґміна Гжималув                      | Білітівка, Буцики, Глібів, Гнила Пізнанка, Елеонорівка, Лежанівка, Пізнанка Гетьманська     | 7         |
| 3                                   | Ґміна Качанувка                     | Іванівка, Качанівка, Оріховець, Чернишівка                                                  | 4         |
| 4                                   | Ґміна Колодзеювка                   | Галущинці, Жеребки Королівські, Жеребки Шляхетські, Колодіївка, Магдалівка, Панасівка       | 6         |
| 5                                   | Ґміна Красне                        | Волиця, Зелене, Красне, Калагарівка, Козина, Паївка, Саджівка, Ставки                       | 8         |
| 6                                   | Ґміна Остап'є                       | Вікно, Городниця, Зарубинці, Криве, Малинівка (з 01.01.1926), Остап'є                       | 6         |
| 7                                   | Ґміна Подволочиска                  | Дорофіївка, Заднишівка, Коршилівка, Мислова, Росохуватець, Староміщина, Супранівка          | 7         |
| 8                                   | Ґміна Скалат Стари                  | Новосілка Скалатська, Полупанівка, Старий Скалат, Хмелиська                                 | 4         |
| 9                                   | Ґміна Тоусте                        | Дубківці, Малі Бірки, Новосілка Гримайлівська, Пшекалець, Раштівці, Товстецький Кут, Товсте | 7         |
| 10                                  | Ґміна Турувка                       | Кокошинці, Мала Лука, Рожиськ, Тарноруда, Турівка, Фащівка                                  | 6         |
| передано до Копичинецького повіту   | передано до Копичинецького повіту   | Сорока (до 01.04.1929)                                                                      | 1         |
| передано до Теребовлянського повіту | передано до Теребовлянського повіту | Сороцьке (до 15.06.1934)                                                                    | 1         |

* Виділено містечка, що були у складі сільських ґмін та не мали міських прав.

### Населення
У 1907 році українці-грекокатолики становили 52 % населення повіту.
У 1939 році в повіті проживало 94 670 мешканців (46 295 українців-грекокатоликів — 48,9 %, 25 350 українців-римокатоликів — 26,78 %, 12 105 поляків — 12,79 %, 2 180 польських колоністів міжвоєнного періоду — 2,3 %, 8 740 євреїв — 9,23 %).
Публіковані польським урядом цифри про національний склад повіту за результатами перепису 1931 року (з 72 021 населення ніби-то було аж 60 091 (67,35 %) поляків при 25 369 (28,44 %) українців, 3 654 (4,1 %) євреїв і 84 (0,09 %) німців) суперечать даним, отриманим від місцевих жителів (див. вище) та пропорціям за допольськими (австрійськими) та післяпольськими (радянським 1940 і німецьким 1943) переписами.

## СРСР
27 листопада 1939 р. повіт включено до новоутвореної Тернопільської області.
17 січня 1940 р. повіт ліквідовано в результаті поділу території на Скалатський, Гримайлівський і Підволочиський райони.